# Монітори типу «Heiligerlee»

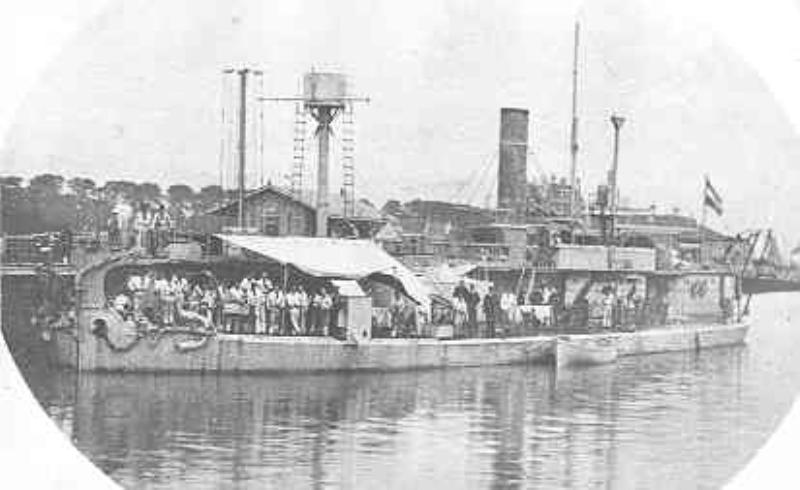
Монітор «Heiligerlee»

Монітори типу «Heiligerlee» (з нід.— «Гейлігерле», на честь села в провінції Гронінген)— група з 5 моніторів, побудованих для Королівського флоту Нідерландів наприкінці 1860-х років.

## Контекст

### Баштовий броненосець та монітор
Морські битви у 1850-ті та 60-ті роки продемонстрували, що гармати Пексана, які стріляли снарядами, що вибухали, могли легко знищити дерев'яні кораблі. Перші броненосці були розроблені для протидії снарядам такого типу. Насправді, ці кораблі, такі як французький Gloire і британський Warrior, були майже невразливі для тогочасних гармат. Їх броню могли пробити лише значно потужніші, і, відповідно більші гармати, яких просто не існувало на час їх появи.
Таким чином, поява броненосців стимулювала збільшення розмірів гармат. Наслідком цього стала зниження ефективності розміщення гармат в батареях по бортам корабля і перехід до кораблів. які мали лише кілька важких гармат у баштах. Такими кораблями стали баштові броненосці, які на той час належали до двох основних типів — власне баштові броненосці (їх почали будувати британці) та монітори (їх будували спочатку у США).
Основною відмінністю цих двох типів була висота борту, а відтак морехідність. Монітори мали дуже низький борт, і, відповідно, обмежену морехідність. З іншого боку їх невелика осадка дозволяла їм діяти у мілких водах.

### Стурбованість у Нідерландах
Робота «Omwenteling in het Zeewezen»  опублікований в 1864 році, показує, що голландці цілком усвідомлювали виклики, пов'язані з новими технологіями війни на морі. Уряд і парламент погодилися на значне (хоч тимчасове) збільшення голландського військово-морського бюджету наприкінці 60-х років.

### Голландська політика
Уряд Нідерландів 3 червня 1864 створив комісію для оцінки берегової оборони (Commissie tot het herzien der kustverdediging). ІВона розглянула всі аспекти оборони від атаки з моря за нових умов і навіть можливість одночасної атаки з моря та з суходолу. Всього за кілька місяців вона підготувала звіт. який надала 22 жовтня 1864. В ньому йшлося про те, що призначені для берегової оборони кораблі повинні мати осадку не більшу за 3.3 метра. Таким чином вони могли заходити у гирла рік Нідерландів, і одночасно. за умов спокійної погоди виходити у відкрите море.
Після цього комісія визначила два види кораблів для берегової оборони: тип парового тарану і тип монітора, додавши, що осадка монітора повинна бути обмежена до 2,4 м, щоб він міг увійти до навіть невеликих гаваней. Що стосується швидкості, то вважалося, що 10 вузлів вистачить. Що стосується озброєння, то комісія вимагала, щоб кораблі отримали гармати найвищого калібру, які тільки можна встановити.
Нідерландам потрібні були принаймні певна кількість морехідних суден для операцій у Північному морі та для захисту колоній в Ост-Індії. Тому уряд замовив у Британії баштовий броненосець «Prins Hendrik der Nederlanden».Наприкінці 1867 року він також замовив за кордоном три дещо менших таранних баштових броненосця за 90,000 фунтів кожний. Це вже була досить потужна сила, але ці кораблі не могли захистити гирла річок Нідерландів від потенційної атаки ворожих моніторів, які б рухалися мілководдям. Оскільки на той час монітори були практично невразливі для вогню польової артилерії, така атака стала б серйозною загрозою для стратегії оборони Нідерландів від ворожого вторгнення, яка засновувалась на поєднанні фортифікаційних споруд і можливості затоплення території.

## Конструкція
За ситуацією на 1866 року голландці активно розвивали вітчизняні промислові потужності, необхідні для будівництва броненосців кораблі, але ще не могли їх будувати самостійно. Зростання міжнародної напруженості (зокрема Люксембурзька криза) спонукала уряд Нідерландів замовити багато нових кораблів у за кордоном, замість того, щоб чекати, поки їх зможе надати власна промисловість. Лише після того, як перші три монітори були побудовані в Великій Британії, два останніх кораблі побудували в Амстердамі.
Ці монітори мали водотоннажність близько 1600 тон, швидкість 7-8 вузлів. Товщина броні на корпусі була 140 міліметрів, а на гарматних баштах — 203—279 міліметрів. Вони були озброєнні двома 229 міліметровими дульнозарядними гарматами.

## Кораблі
| Судно                          | Будівельник            | Закладені            | Спущено на воду    | Завершено        |
| ------------------------------ | ---------------------- | -------------------- | ------------------ | ---------------- |
| Heiligerlee, (спочатку Panter) | Laird Brs. , Біркенхед | 1868                 | 14 січня 1868      |                  |
| Krokodil                       | Laird Brs. , Біркенхед | 13 лютого 1868       | 21 липня 1870 р.   |                  |
| Tijger                         | Нейпір, Глазго         | 22 лютого 1868       |                    |                  |
| Cerberus                       | Rijkswerf , Амстердам  | 30 листопада 1867 р. | 14 січня 1869 р.   | 21 липня 1870 р. |
| Bloedhond                      | Rijkswerf , Амстердам  | 16 грудня 1867 р.    | 15 вересня 1869 р. |                  |